# Guerre polono-cosaque-tatare
Pour les articles homonymes, voir Guerres polono-turques.
 (novembre 2023).
Si vous disposez d'ouvrages ou d'articles de référence ou si vous connaissez des sites web de qualité traitant du thème abordé ici, merci de compléter l'article en donnant les références utiles à sa vérifiabilité et en les liant à la section « Notes et références ».
Guerres polono-turques
La guerre polono-cosaque-tatare est un conflit qui se déroule de 1666 à 1671 sur le territoire de l'actuelle Ukraine. Les belligérants sont l'hetmanat cosaque d'Ukraine, vassal de la République polono-lituanienne, et le khanat tatar de Crimée, vassal de l'Empire ottoman, avec une implication limitée de leurs suzerains respectifs.

## Contexte
Depuis la révolte de Bohdan Khmelnytsky (1649-1657) et la guerre russo-polonaise de 1654-1667, l'Ukraine est partagée entre les zones d'influence du tsarat de Russie (Ukraine de la rive gauche du Dniepr) et de la Pologne-Lituanie (Ukraine de la rive droite). Les cosaques ukrainiens gardent cependant leur autonomie et le droit d'élire leurs hetmans. En 1666, l'hetman Petro Dorochenko tente de faire reconnaître son pouvoir sur les deux rives, mais il se heurte à l'opposition de la Russie et de la Pologne. Il fait alors appel au sultan ottoman Mehmed IV et se reconnaît comme son vassal.

## Conflit

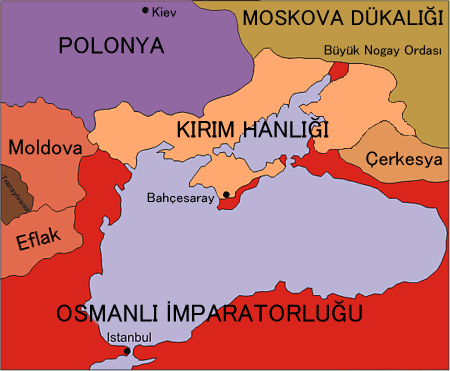
Europe de l'Est au début du XVIIe siècle. République polono-lituanienne (violet). Russie (vert). Empire ottoman (rouge) et ses vassaux : Moldavie et Valachie (cramoisi), Khanat Crimée (orange), Tcherkesses (beige).

Les Tatars de Crimée et les Nogaïs, vassaux musulmans largement autonomes du sultan ottoman, pratiquaient habituellement des razzias en territoire chrétien (polono-lituanien, moldave ou russe) pour en ramener du butin et des esclaves. Ils entrent en Ukraine pour soutenir Petro Dorochenko, mais sont battus à plusieurs reprises par le général polonais Jean Sobieski (futur roi de Pologne). Un armistice est conclu après la bataille de Pidhaïtsi (en) (6-16 octobre 1667).
En 1668, à Constantinople, le sultan Mehmed IV est en mesure de dicter ses conditions aux envoyés du tsar russe Alexis Ier, des cosaques et de la Diète polono-lituanienne (le trône de Pologne étant vacant après l'abdication de Jean II Casimir Vasa). Le sultan déclare n'avoir que faire du traité d'Androussovo signé entre Polonais et Russes car, dit-il, « l'Empire ottoman est beaucoup plus fort que n'importe quelle puissance chrétienne ». Le texte de l'accord polono-ottoman renouvelle, pour l'essentiel, les conventions antérieures : 
« 1° Un voile était jeté sur tout le passé ; 2° Les griefs mutuels seraient produits par des ambassades ; 3° les amis et les ennemis seraient communs ; 4° la Pologne serait mise à l'abri des attaques des Tatars Nogaïs du Boudjak et d'Akkerman, soumis au khan de Crimée ; 5° sur les instances du kalgha [ministre du khan de Crimée], les cosaques déserteurs de la cause polonaise étaient reçus en grâce ; 6° les esclaves seraient remis en liberté ; 7° il devait être mis fin à toute irruption. ».
Les hostilités reprennent en 1670 lorsque Petro Dorochenko fait une nouvelle tentative pour reprendre le pouvoir en Ukraine. En 1671, le paisible khan de Crimée Adil Giray, favorable à une alliance avec la Pologne-Lituanie, est destitué sous la pression du sultan ottoman et remplacé par le belliqueux Sélim Ier Giray. La guerilla frontalière entre cosaques et Tatars débouche rapidement sur un conflit ouvert avec intervention des armées principales des deux États, la guerre polono-turque de 1672-1676 qui entraîne la perte de la Podolie (sud-ouest de l'Ukraine) par la Pologne.

## Sources et bibliographie
- (en) Cet article est partiellement ou en totalité issu de l’article de Wikipédia en anglais intitulé « Polish–Cossack–Tatar War (1666–71) » (voir la liste des auteurs) dans sa version du 27 février 2017.